# Polytelis
Polytelis là một chi chim trong họ Psittacidae.